# Füzuli Məmmədov
Füzuli Məmmədov (ur. 8 września 1977 w Azerbejdżańskiej SRR) – azerski piłkarz, grający na pozycji obrońcy, reprezentant Azerbejdżanu.

## Kariera piłkarska

### Kariera klubowa
W 1995 rozpoczął karierę piłkarską w drużynie Neftçi PFK. Po dwóch sezonach w ukraińskim klubie Prykarpattia Iwano-Frankiwsk powrócił do Neftçi PFK. Następnie występował w klubach OİK Bakı, ANS Pivani Baku i Şəfa Baku. W 2002 przeszedł do irańskiego Mashin Sazi Tabriz. W 2004 powrócił do Azerbejdżanu. Potem bronił barwy zespołu Xəzər Lenkoran. Od 2009 występuje w Simurq Zaqatala.

### Kariera reprezentacyjna
W latach 1998–2003 wystąpił w 8 meczach reprezentacji Azerbejdżanu.